# Štvanice
Štvanice, historiskt Velké Benátky, är en ö i Tjeckiens huvudstad Prag.